# Holotip

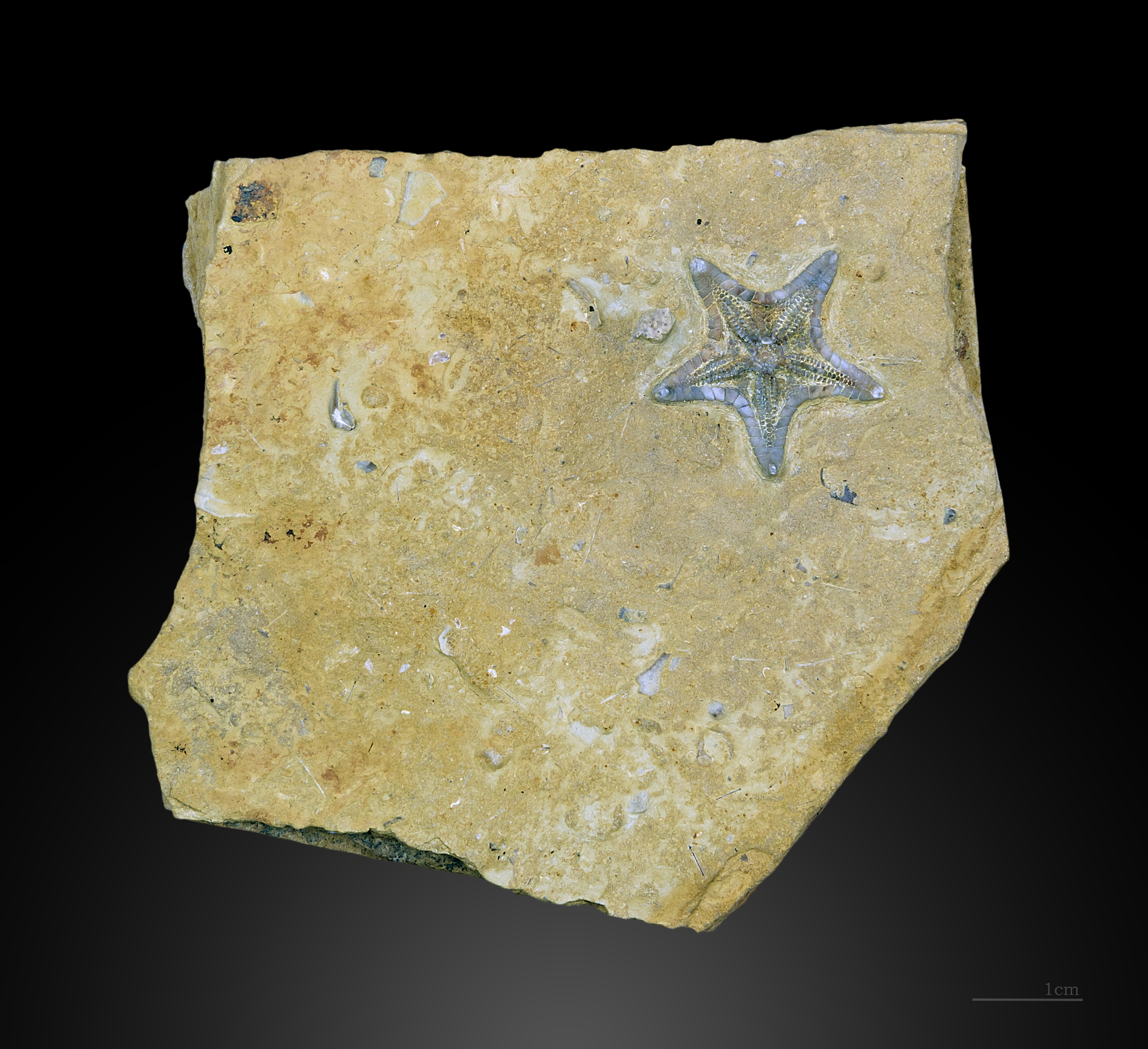
Holotip Marocaster coronatus

Un holotip és un dels diversos tipus nomenclaturals. Un tipus és el que dona nom a un tàxon. Un holotip és un únic exemplar físic (o il·lustració) d'un organisme, que se sap que va ser utilitzat quan l'espècie (o tàxon de rang inferior) va ser formalment descrit. Pot ser o bé un únic exemplar o un d'entre alguns exemplars, però se l'ha de designar explícitament com a holotip.
Per exemple, l'holotip de la papallona Plebejus idas longinus es troba al Museu de Zoologia Comparativa de la Universitat Harvard, i l'holotip del mamífer extint Cimolodon es troba a la Universitat d'Alberta.
Un holotip no ha de ser necessàriament «típic» d'aquell tàxon, tot i que preferiblement ho hauria de ser. A vegades l'holotip es redueix a un fragment d'un organisme, per exemple en el cas d'un fòssil. L'holotip de Pelorosaurus humerocristatus, un gran dinosaure herbívor del Juràssic inferior, és un os fòssil de la cama emmagatzemat al Museu d'Història Natural de Londres. Encara que posteriorment es trobi un espècimen més complet o en millors condicions, l'holotip anterior es manté.
Si no es disposa d'un holotip (p.e. s'ha perdut) es pot seleccionar un altre tipus, entre tota una gamma de diferents tipus de tipus, depenent del cas. Tingueu en compte que a la ICN i a la ICZN les definicions de tipus són similar en la intenció però no idèntiques en la terminologia o en el concepte subjacent.